# Karelina, buhta
Karelina, buhta är en vik i Antarktis. Den ligger i Östantarktis. Australien gör anspråk på området.